# Arild Hermstad

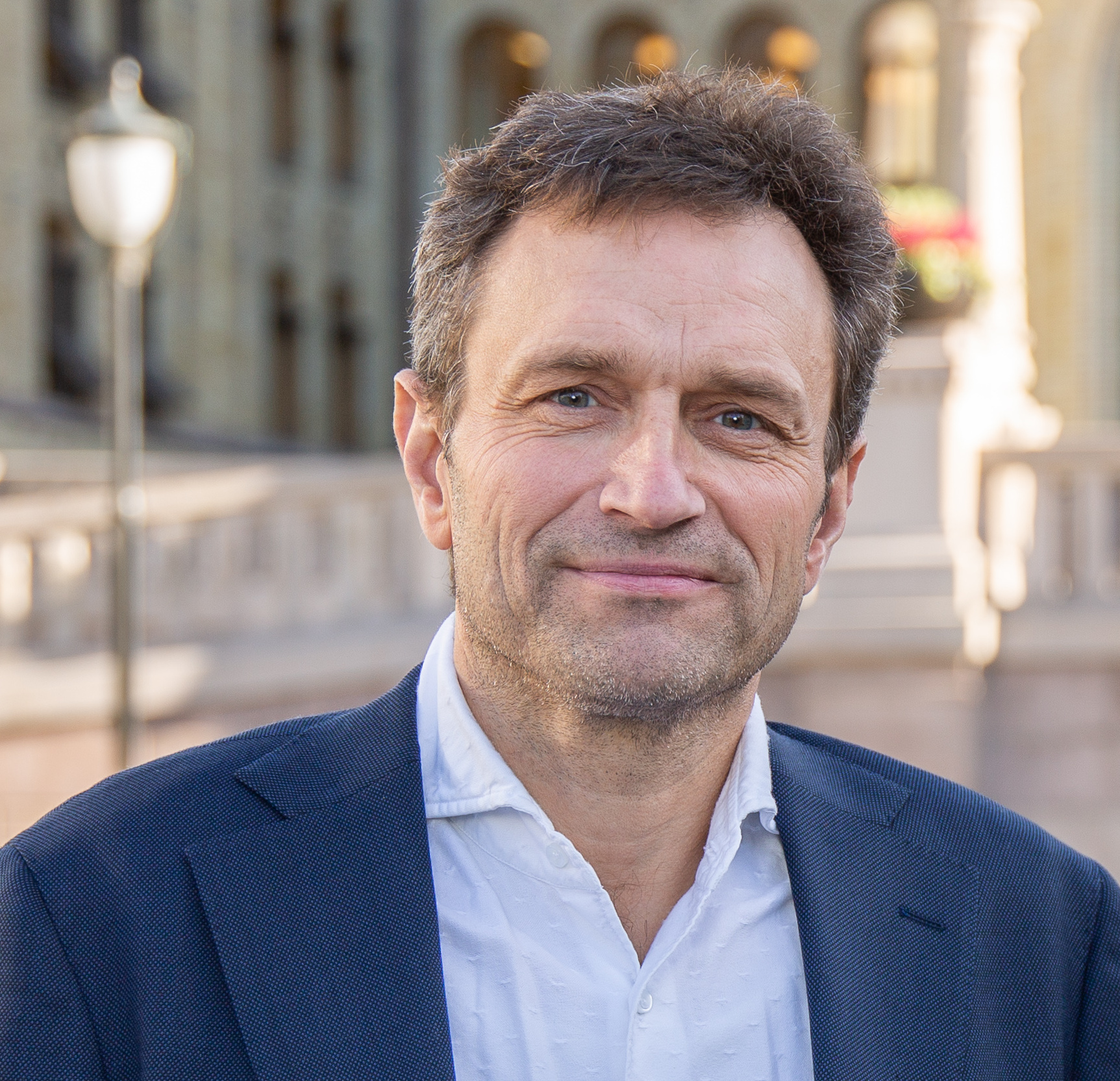
Arild Hermstad, 2018

Arild Hermstad (* 15. Oktober 1966 in Bergen) ist ein norwegischer Politiker der grünen Partei Miljøpartiet De Grønne (MDG), deren Vorsitzender er seit 2022 ist. Zuvor fungierte er von 2018 bis 2020 als einer von zwei Parteisprechern und anschließend bis 2022 als stellvertretender Parteivorsitzender.

## Leben
Hermstad kam in Bergen zur Welt. Dort besuchte er von 1982 bis 1985 die Bergen Katedralskole. In den Jahren 1986 bis 1989 arbeitete er für die Sunnmørsbanken. Zudem studierte er im Zeitraum von 1988 bis 1990 Wirtschaft an der Norwegischen Handelshochschule. Im Jahr 1995 schloss er ein Geografiestudium an der Universität Bergen ab. Von 1999 bis 2000 arbeitete er als Berater für die Menschenrechtsorganisation Raftostiftelsen. Von 2001 bis 2017 stand er der Organisation Framtiden i våre hender vor, die sich unter anderem für Umweltschutzthemen einsetzt. Im Jahr 2016 trat er der grünen Partei Miljøpartiet De Grønne (MDG) bei. Bei der Parlamentswahl 2017 war er der MDG-Spitzenkandidat im Wahlkreis Hordaland. Der Einzug ins norwegische Nationalparlament, das Storting, gelang ihm jedoch nicht.
Im Mai 2018 wurden er und seine Parteikollegin Une Bastholm auf einem Parteitag zum neuen Duo der nationalen Sprecher für die MDG eingesetzt. Er übernahm dabei den Posten von Rasmus Hansson, nachdem er sich in einer Abstimmung gegen Farid Shariati durchgesetzt hatte. In den Jahren 2019 und 2020 vertrat Hermstad zwei Mal seine Parteikollegin Lan Marie Berg als Byråd für den Zuständigkeitsbereich Umwelt und Verkehr in Oslo. So vertrat er sie von April bis Juli 2019 sowie von Januar bis Juni 2020. Im Juni 2020 übernahm er vertretungsweise den Posten als Byråd für Stadtentwicklung von Hanna Marcussen. Er behielt diese Position bis März 2021.
Im Jahr 2020 überarbeitete die MGP ihre Führungsstruktur und wandte sich von einem Duo zweier nationaler Sprecher hin zu einer Parteispitze aus einem Vorsitzenden und zwei Stellvertretern. Hermstad wurde im Zuge dessen zu einem stellvertretenden Parteivorsitzenden unter der MDG-Vorsitzenden Bastholm gewählt. Bei der Parlamentswahl 2021 verpasste Hermstad erneut den Einzug ins Parlament, nachdem seine Partei nicht über vier Prozent der Stimmen erzielen konnte und somit keine Ausgleichsmandate erhielt. Er war bei der Stortingswahl wiederum für den westnorwegischen Wahlkreis Hordaland als Listenführer angetreten. Im August 2022 übernahm er nach Bastholms Rücktritt kommissarisch den Posten als MDG-Vorsitzender. Auf einem Parteitag wurde er am 26. November 2022 zum neuen Parteivorsitzenden gewählt. Mit 102 zu 101 Stimmen konnte er sich nur knapp gegen Kristoffer Robin Haug durchsetzen.

## Positionen
Hermstad befürwortet einen Beitritt Norwegens zur Europäischen Union (EU). Seine Position begründet er damit, dass die EU klimapolitisch fortschrittlicher als Norwegen sei. Er selbst gibt an, dass er bei der Volksabstimmung im Jahr 1994 noch gegen einen Beitritt gestimmt habe, da er annahm, dass Norwegen ohne die EU in klimapolitischer Hinsicht ein Vorreiterland werde.